# Acrosorus
Acrosorus es un género de helechos perteneciente a la familia  Polypodiaceae.

## Taxonomía
Acrosorus fue descrito por Edwin Bingham Copeland y publicado en Philippine Journal of Science 1(Suppl. 2): 158–159. 1906.

## Especies
- Acrosorus exaltatus Copel.
- Acrosorus friderici-et-pauli Copel.
- Acrosorus grammitidiphyllus Parris
- Acrosorus merrillii Copel.
- Acrosorus nudicarpus P.M.Zamora & Co
- Acrosorus reineckei Copel.
- Acrosorus schlecteri Christ
- Acrosorus streptophyllus Copel.
- Acrosorus symmetricus Copel.
- Acrosorus triangularis Copel.